# 以色列佔領南黎巴嫩

1988年的以色列佔領區

以色列对黎巴嫩南部的占领始于1985年，直至2000年以色列軍隊才撤出黎巴嫩。巴勒斯坦武裝分子一度以黎巴嫩為基地攻擊以色列，結果以色列於1982年入侵黎巴嫩，第五次中东战争爆發。随后以色列國防軍和盟友黎巴嫩陣線占领了包括黎巴嫩首都贝鲁特在內的黎巴嫩大部分地区。1983年至1985年间，以色列逐步從黎巴嫩撤軍，但在黎巴嫩南部靠近黎以邊境的地方依然有以色列的駐軍。以色列佔領區的具體事務主要由南黎巴嫩军負責，以色列國防軍主要扮演監督人的角色。以色列佔領區的总面积达900平方公里，约占黎巴嫩总土地面积的10%。人口大约18万，約佔黎巴嫩总人口的6%。